# Жовті гіганти
Жовтими гігантами називають зорі малої чи середньої маси (<10M☉) з гарячим компактним ядром та протяжними оболонками, що мають ефективні температури в межах від 6000°К до 5400°Кта належать до спектрального класу G.

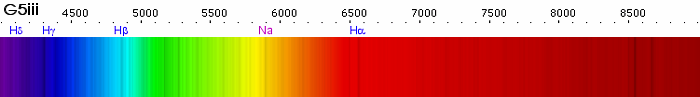
Спектр гіганта спектрального класу G5.

## Фізичні параметри зіргігантівкласуG
В таблиці подано усереднені значення параметрів. Загалом, відповідні параметри окремо вибраної зорі даного спектрального класу можуть відрізнятися від поданих нижче. 
| Клас | B-V  | V-R  | b-y  | MV  | BC    | Teff, °K | R/RΟ | log g | M/MΟ | Vsin(i), км/сек. |
| ---- | ---- | ---- | ---- | --- | ----- | -------- | ---- | ----- | ---- | ---------------- |
| G0   | 0.64 | -    | -    | 0.6 | -0.09 | 5943     | 9    | 3.2   | -    | 75.0             |
| G2   | 0.76 | -    | -    | 0.5 | -0.17 | 5811     | 10   | 3.1   | -    | 25.0             |
| G5   | 0.90 | 0.69 | -    | 0.4 | -0.29 | 5657     | 11   | 2.8   | -    | 5.8              |
| G8   | 0.96 | 0.70 | 0.56 | 0.3 | -0.33 | 5486     | 12   | 2.7   | -    | 4.0              |

Приклади: Капелла, Омікрон Дракона, HD 175306

## Планети
Жовті гіганти з планетами:: G-giants: 11 Comae Berenices, Omega Serpentis, 75 Ceti, 81 Ceti, Omicron Ursae Majoris, 18 Delphini.